# Jan Woydyga

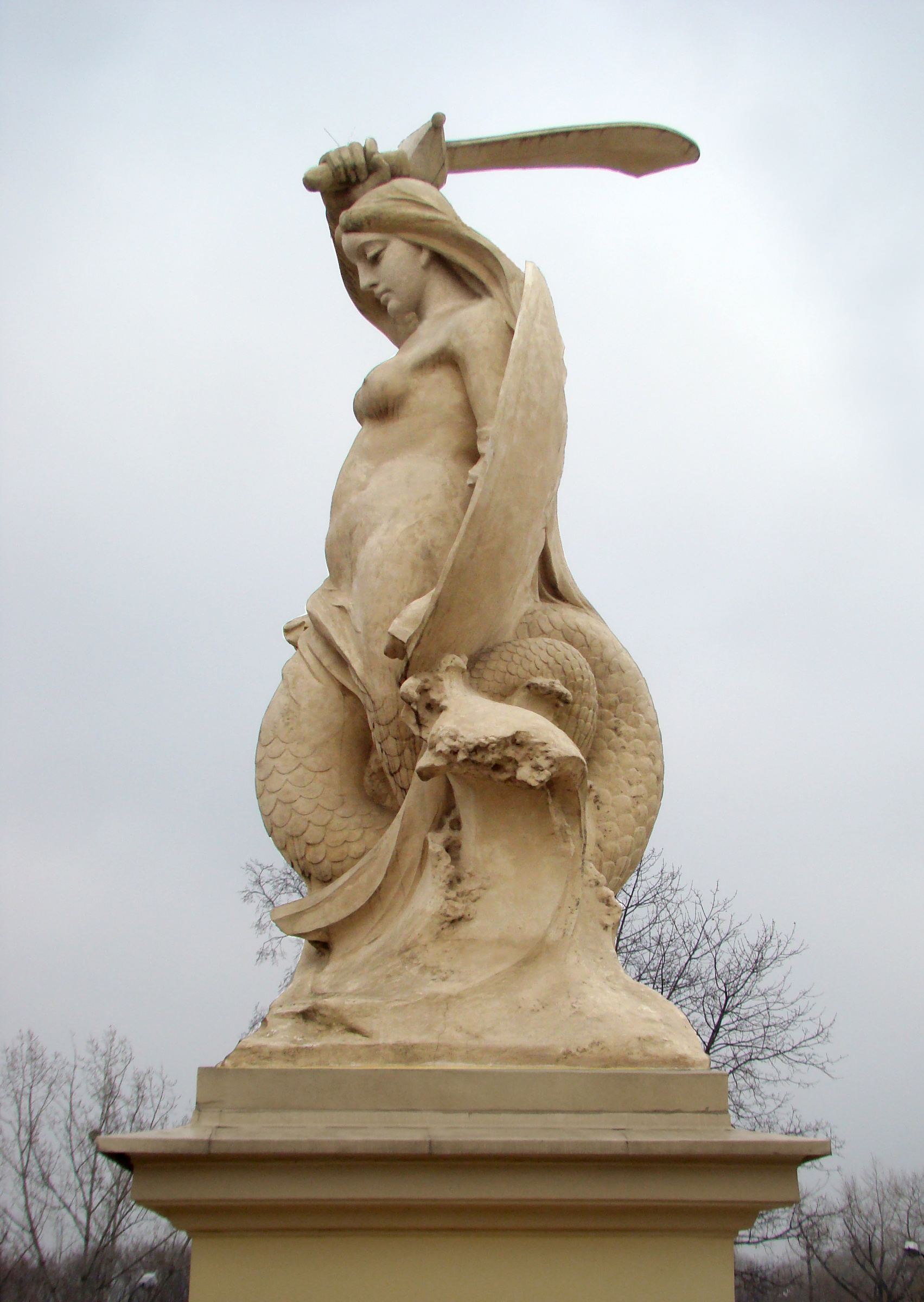
Figura Syreny z wiaduktu Markiewicza w Warszawie

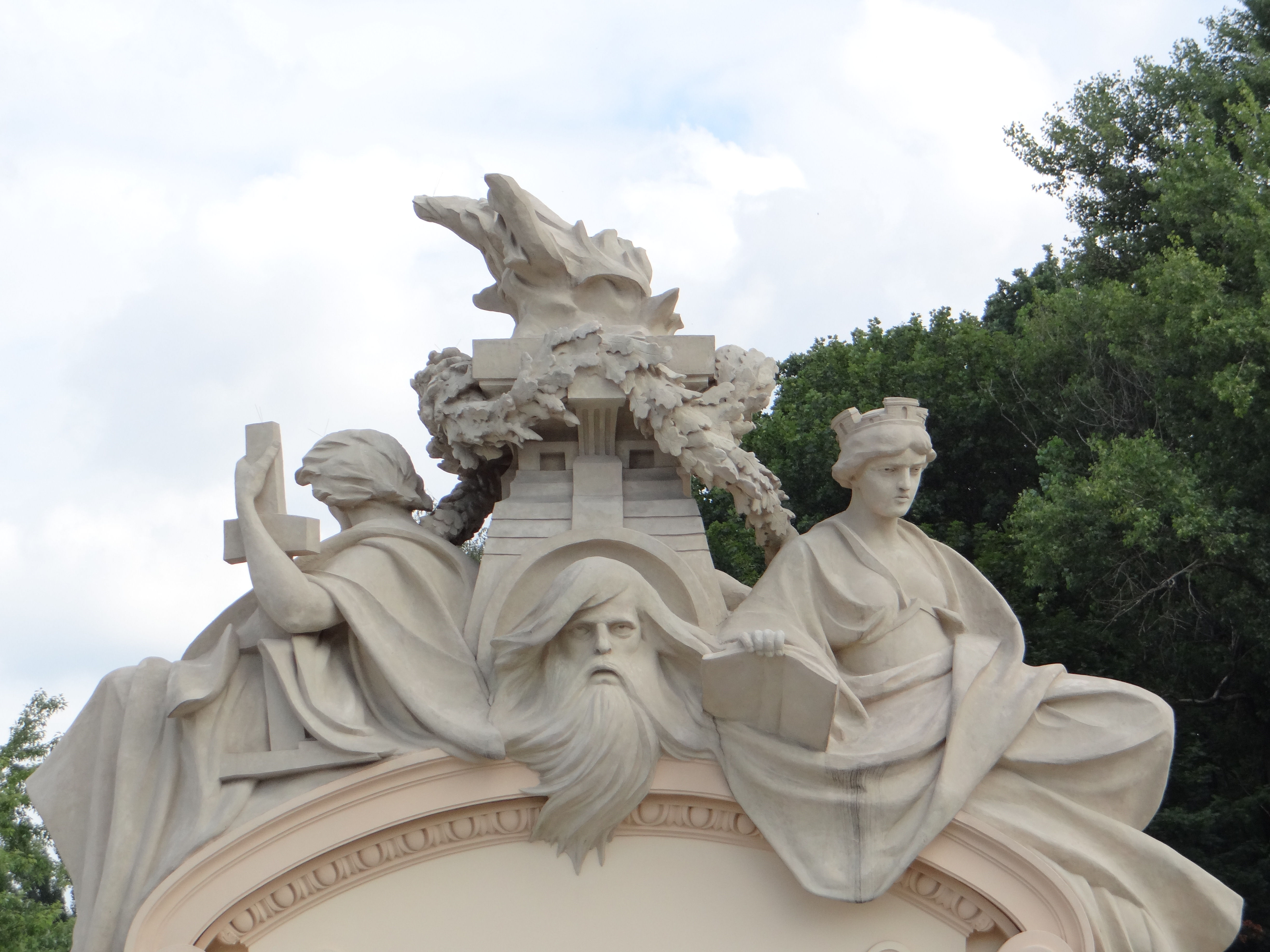
Dekoracja rzeźbiarska wiaduktu Markiewicza w Warszawie

Jan Woydyga (ur. 1857 w Warszawie, zm. 1946) – polski artysta rzeźbiarz.

## Życiorys
Studiował rzeźbę w Szkole Sztuk Pięknych w Krakowie w latach 1874−1876 u Marcelego Guyskiego. Kontynuował studia w Warszawie pod kierunkiem Leona Molatyńskiego. Od roku 1886 przebywał w Paryżu kształcąc się w pracowni Cypriana Godebskiego oraz w Académie des beaux-arts u Louisa A. Roubauda.
Po powrocie do Warszawy w roku 1889 założył przy pomocy Andrzeja Pruszyńskiego pracownię sztukaterii i ornamentów rzeźbiarskich, a w rok później otworzył własny zakład rzeźbiarsko-kamieniarski, specjalizujący się w rzeźbie architektonicznej i nagrobkowej. We współpracy z architektem Stefanem Szyllerem wykonał dekorację rzeźbiarską wiaduktu im. Markiewicza. Rzeźby te były pierwotnie (1904) odlane w cynku, w roku 1914 zostały przekute w piaskowcu. 
Wykonał też medalion na pomniku Fryderyka Chopina w Żelazowej Woli. Jest także autorem popiersia Sokratesa Starynkiewicza na terenie warszawskiej Stacji Filtrów.
Był twórcą wielu pomników nagrobnych na cmentarzu Powązkowskim, m.in. Stefcika Kamieńskiego i Maniusi Lipowskiej (1890 r., kw. 11), rodziny Jaźwińskich (1891 r. kw. 181) czy Wilhelminy Jakubowskiej (ok. 1898 r., kw. 26).
Pochowany na cmentarzu Powązkowskim w Warszawie (kwatera 22-6-25/26).